# Itziar Pascual Ortiz
Itziar Pascual Ortiz (Madrid, 13 maggio 1987) è una drammaturga spagnola vincitrice del Premio Nacional de teatro para la Infancia y la Juventud.

## Biografia
Pascual ha conseguito il dottorato alla facoltà di scienze dell'informazione all'Università Complutense di Madrid, si è inoltre laureata in drammaturgia presso la Real Escuela Superior de Arte Dramático (RESAD). Dal 1999 lavora come professoressa di letteratura drammatica e drammaturgia alla RESAD. Inoltre, ha lavorato come giornalista per differenti reti radiofoniche, come la Cadena SER ed ha scritto diversi articoli per alcune riviste teatrali specializzate come  El Público, Primer Acto, Revista ADE-Teatro, Acotaciones, e Las Puertas del Drama. Nel 2018 ha ottenuto l'accesso al Premio "Paco Rabal" per il giornalismo culturale, ed è stata assistente alla regia per due opere teatrali del direttore teatrale Guillermo Heras nel Centro Nazionale di Nuove Tendenze sceniche: Como los griegos de Steven Berkoff e Nosferatu de Francisco Nieva.
Dal 2000 al 2003 è stata presidente di "Marias Guerreras", "Associazione di donne nelle arti sceniche di Madrid" (AMAEM), ente di cui è socia fondatrice e nella quale ha realizzato la prima edizione del volume Ciclo de las Marias Guerreras en la Casa de América.

## Opere
- Fuga, 1992.
- Memoria, 1993.
- El domador de sombra, 1993.
- Nox tenebris, 1995.
- Las voces de Penélope, 1996.
- Holiday Out, 1996.
- Miauless, 1997.
- Blue Montains (Aromas de los últimos días), 1998.
- Herida, 1998
- Lirios sobre fondo azul, 1998
- Cineforum, 1999.
- Una noche de lluvia, 1999.
- Así en la tierra como en el cielo, 2000
- Sirenas en alquitrán, 2000.
- Ciudad lineal, 2000.
- San para mí, 2001.
- La máquina, 2001.
- Casandra, 2001.
- Electra, 2001.
- Salomé, 2001.
- Varadas, 2002.
- Tres mujeres, 2002.
- Mujeres, 2002.
- Pére Lachaise, 2002.
- La paz del crepúsculo, 2002.
- Tras las tocas, 2002.
- Saudade, 2003.
- Jaula (Barrotes de palabras y silencios), 2003.
- Palabras contra la guerra, 2003.
- Pared, 2004.
- Mascando ortigas, 2005.
- Hijas del viento, 2005.
- Nana y despedida, 2005.
- Variaciones sobre Rosa Park, 2006.
- Princesas (Olvidadas o escondidas), 2008.
- Sololoquio de Natalia Karp, 2008.
- Las horas muertas, 2010.
- Raíces de paz, 2010.
- La mujer árbol, 2011.
- Las hijas del viento y otras piezas breves, 2012.
- Harambee!, 2013.
- Eudy, 2013.
- Mamihlapinatapai, 2013.
- Rita, 2014.
- Una hilera de almeces, 2014.
- Tarjeta roja, 2014.
- Un aroma de vainilla, 2015.
- La vida de los salmones, 2015.
- Ainhara, 2015.
- Moje Holka, Moje Holka, 2016.
- Clic, Cuando todo cambia, 2017.
- Vietato dare da mangiare / Prohibido dar de comer, 2017.
- Antígona, 2017.
- La niña y la ballena (Neska eta balea), 2017.

## Riconoscimenti
- Nel 2007 ha vinto il premio "Victoria Kent" per la XVII edizione dell'opera ¿Un escenario de mujeres invisibles? El caso de las Marías Guerreras, pubblicata dall' Università di Malaga (UMA).
- Nel 2013 vince la VII edizione del premio internazionale  "Leopoldo Alas Mínguez" (LAM), della fondazione SGAE, per testi teatrali che trattano i temi relativi alla comunità LGBTIQ, con l'opera teatrale Eudy.
- Nel 2013 vince il Premio del XXIV Concorso di Testi Teatrali per il Pubblico dei Bambini della Scuola di Teatro Navarra di Pamplona grazie all'opera Un aroma de vainilla.
- Nel 2016 vince il  "Premio Jesús Domínguez della Diputación de Huelva" con l'opera Moje Holka, Moje Holka
- Nel 2017 vince il "Premio Fundación Teatro Calderón" per la letteratura drammatica, con l'opera Clic, Cuando todo cambia
- Nel 2019 vince il "National Theatre Award for Children and Youth".